# コルモゴロフの0-1法則
確率論におけるコルモゴロフの0-1法則（コルモゴロフの0-1ほうそく、英: Kolmogorov's zero–one law）は、アンドレイ・コルモゴロフにちなんで名づけられた定理である。この定理は、末尾事象（tail event）と呼ばれる特別な事象は、ほとんど確実に起きるか、あるいはほとんど確実に起きないかのどちらかであることを主張している。つまり、このような事象が起きる確率は0か1かのどちらかであるということである。
末尾事象は、確率変数の無限列を用いて定義される。
{\displaystyle X_{1},X_{2},X_{3},\dots \,}
を独立な確率変数の無限列とする。このとき末尾事象とは、その事象が起きるか起きないかはこれらの確率変数の値によって決まるが、この確率変数列の各有限部分列とは独立な事象のことである。例えば、級数
{\displaystyle \sum _{k=1}^{\infty }X_{k}}
が収束するという事象は末尾事象である。しかし例えば、この収束先の和が1以上になるという事象は、X1の値と独立ではないので、末尾事象ではない。コイントスの無限列においては、100回連続して表が出るという事象が無限回起きる事象などは末尾事象である。
多くの状況において、ある事象が起きる確率が0か1であることを示すために、コルモゴロフの0-1法則を容易に適用することができる。しかし、実際の確率がこの2つの極端な値のうちどちらであるかを決定するのは、驚くほど難しい。

## 定式化
コルモゴロフの0-1法則は、より一般的に独立な σ-加法族に対して定式化できる。 (Ω,F,P) を確率空間、Fn ⊆ F (n=1,2,...) を独立なσ-加法族の列とする。
{\displaystyle G_{n}=\sigma {\bigg (}\bigcup _{k=n}^{\infty }F_{k}{\bigg )}}
は Fn, Fn+1, … を含む最小の σ-加法族である。このときコルモゴロフの0-1法則によれば、事象
{\displaystyle F\in \bigcap _{n=1}^{\infty }G_{n}}
の確率 P(F) は 0 または 1 のいずれでなければならない。
確率変数についてのステートメントは、σ-加法族についてのステートメントにおいて、Fn を Xn から生成された σ-加法族であるとすれば得られる。このとき定義より、末尾事象族は
{\displaystyle \sigma (X_{1},X_{2},\ldots X_{n},\ldots )}
の部分集合族であって、かつ任意の有限個の Xn から生成される加法族
{\displaystyle \sigma (X_{j_{1}},X_{j_{2}},\ldots ,X_{j_{l}})\quad (j_{1}<j_{2}<\cdots <j_{l})}
とは独立であるような事象族である。つまり末尾事象とは、積集合 {\displaystyle \textstyle {\bigcap _{n=1}^{\infty }G_{n}}} の要素のことである。実際、任意の
{\displaystyle A\in \sigma (X_{j_{1}},X_{j_{2}},\ldots ,X_{j_{l}})}
と任意の
{\displaystyle T\in \textstyle {\bigcap _{n=1}^{\infty }G_{n}}\subseteq G_{j_{l}+1}=\sigma (X_{j_{l}+1},X_{j_{l}+2},X_{j_{l}+3},\ldots )}
は独立になっている。